# Despenalización de la homosexualidad en Paraguay
La despenalización de la homosexualidad en Paraguay ocurrió de manera formal el 17 de diciembre de 1990, cuando fue promulgada la Ley 104/90, que modificaba la redacción del artículo 325 del Código Penal, eliminando todas las referencias a la sodomía y a personas homosexuales.

## Historia
El 21 de julio de 1880 fue promulgado el primer Código Penal de la República del Paraguay, lo cual consistió en la adopción del Código Penal de la Provincia de Buenos Aires, que estaba vigente en dicha región argentina desde 1877. En el artículo 256 de dicho texto legal se castiga a los reos por el delito de sodomía bajo las mismas penas que los delitos de violación:

Artículo 254. La pena de la violación será de tres años de prisión si recae en mujer honrada. De seis años de presidio mayor o menor si recae en menor de doce años, pudiendo aumentarse hasta ocho si de la aproximación sexual resultase alteración grave para su salud. En caso de resultar la muerte, la pena podrá aumentarse hasta el máximo de presidio mayor o menor.
Artículo 255. La violación de mujer prostituta se castigará con tres meses de arresto.
Artículo 256. Las mismas penas de los artículos anteriores se aplicarán respectivamente al reo de sodomía.
Código Penal de la República del Paraguay (21 de julio de 1880).

Treinta años más tarde, el 21 de febrero de 1910, fue promulgado un nuevo Código Penal, que continuaba penalizando la sodomía mediante su artículo 325 y que nuevamente equiparaba las penas por dicho delito a las condenas por violación:

Artículo 324. La violación será castigada:
1° Con penitenciaría de ocho a doce años si se verifica en una menor de once años.
2° Con penitenciaría de seis a diez años si se comete con una menor que haya cumplido once años y no pasa de dieciséis.
3° Con penitenciaría de cuatro a ocho 
años si se verifica en mujer casada.
4° Con penitenciaría de tres a seis años si se verifica en mujer honesta o de buena fama.
5° Con penitenciaría de uno a tres años si se comete en una mujer soltera que ya ha tenido acceso carnal, pero que no es prostituta.
6° Con penitenciaría de tres meses a un año si se comete en prostituta, cualquiera que fuese su edad.
Si a consecuencia de la violación resultare la muerte de la ofendida, la pena será de doce a veinte años de penitenciaría.
Artículo 325. Las penas del artículo precedente son aplicables aun cuando el ayuntamiento carnal tenga lugar entre personas del mismo sexo o en vaso indebido.
Código Penal de la República del Paraguay (21 de febrero de 1910).

### Despenalización y edad de consentimiento
Luego de la caída de la dictadura de Alfredo Stroessner se realizaron diversas reformas legales, y entre ellas se encontraba la Ley 104/90, promulgada el 14 de diciembre de 1990 y que modificaba la redacción del artículo 325 del Código Penal, eliminando todas las referencias a la sodomía y a personas que tenían relaciones con personas de su mismo sexo, despenalizando oficialmente la homosexualidad en Paraguay; a su vez, el texto de dicho artículo fue reemplazado, abarcando ahora el delito de rapto:

Artículo 69. Modificase el artículo 325 del Código Penal, quedando redactado de la siguiente forma:
El rapto será castigado:
1° Con penitenciaría de tres a seis años, si la víctima es menor de doce años;
2° Con penitenciaría de dos a cuatro años, si la víctima es menor de quince años o mujer casada; y
3° Con penitenciaría de uno a tres años, en los demás casos.
En el caso comprendido en el inciso 1°) y en la primera parte del inciso 2°) de este artículo, el consentimiento de la víctima no eximirá al acusado de la aplicación de la pena.
Ley 104/90

Finalmente, el 26 de noviembre de 1997 fue promulgado un nuevo Código Penal de Paraguay en el cual ya no existía ninguna referencia a actos homosexuales entre adultos; sin embargo, se explicitaba una diferencia en la edad de consentimiento sexual entre las relaciones heterosexuales y homosexuales, fijándose en la primera a los 14 años y en el caso de relaciones del mismo sexo a los 16 años:

Artículo 138. Actos homosexuales con menores.
El que siendo mayor de edad realizara actos sexuales con una persona del mismo sexo, menor de dieciséis años, será castigado con pena privativa de libertad de hasta dos años o con multa.
Código Penal (26 de noviembre de 1997).

El 16 de julio de 2008 se promulgó la Ley 3440 que introdujo diversas reformas al Código Penal de 1997, entre ellas al artículo 138 que fija en 17 años la edad de consentimiento para relaciones  homosexuales mientras que para heterosexuales se mantiene en 14 años:

Artículo 138. Actos homosexuales con personas menores.
El que siendo mayor de edad realizara actos sexuales con una persona del mismo sexo, de catorce a dieciséis años, será castigado con pena privativa de libertad de hasta dos años o con multa.
Ley 3440 (16 de julio de 2008).